# Viola rosulata
Viola rosulata är en violväxtart som beskrevs av Eduard Friedrich Poeppig och Endl.. Viola rosulata ingår i släktet violer, och familjen violväxter. Inga underarter finns listade i Catalogue of Life.